# 鬼靈精 (2018年電影)
《鬼靈精》（或作）是一部2018年美國聖誕節喜劇3D動畫電影，由環球影業及照明娱乐製作。電影改編自蘇斯博士1957年的童書《鬼靈精》。主要配音員包括班奈狄克·康柏拜區、拉西達·瓊絲、肯南·湯普森、卡麥隆·謝利和安吉拉·蘭斯伯里，並由菲瑞·威廉斯擔任旁白。
本片是根據蘇斯博士的著作改編成的第五部電影，前四部為《鬼靈精》、《魔法靈貓》、《荷頓奇遇記》和《羅雷司》；也是環球影業發行的第四部蘇斯博士作品。
電影定於2018年11月9日由環球影業發行。

## 劇情
計畫阻止村內的人度過聖誕節。

## 配音員
| 配音              | 配音   | 配音   | 配音   | 角色                    |
| 美國              | 台灣   | 香港   | 大陸   | 角色                    |
| ----------------- | ------ | ------ | ------ | ----------------------- |
| 班奈狄克·康柏拜區 | 吳宗憲 | 黃子華 | 潘粤明 | （The Grinch）          |
| 卡麥隆·謝利       |        | 黃芓蕎 | 田雨琳 | 辛蒂露（Cindy Lou Who） |
| 拉西達·瓊絲       | 錢欣郁 | 郭碧珍 | 季冠霖 | 唐娜露（Donna Lou Who） |
| 肯南·湯普森       |        |        | 高增志 | Bricklebaum             |
| 安吉拉·蘭斯伯里   |        |        | 杨晨   | 市長（Mayor McGerkle）  |
| 特里斯坦·歐海爾   |        |        | 鞠豪阳 | Groopert                |
| 拉蒙內·漢密爾頓   |        |        | 于江川 | 艾克索（Axl）           |
| 山姆·拉瓦格尼諾   |        |        | 毋子豪 | 奧茲（Ozzy）            |
| 史嘉蕾·埃斯特韋斯 |        |        | 昝思仪 | 伊茲（Izzy）            |
| 菲瑞·威廉斯       |        | 朱栢康 | 张云明 | 旁白（The Narrator）    |

## 製作
2013年2月，照明娛樂宣佈重製蘇斯博士的《鬼靈精》，並由班奈狄克·康柏拜區為主角鬼靈精配音。

## 發行
電影原定於2017年11月10日上映，後延期到2018年11月9日上映。

### 評價
爛番茄根據180條評論，持有59%的新鮮度，平均得分5.95／10。在Metacritic上，電影獲得了51分。據CinemaScore調查，觀眾的評價在A+至F落於「A-」。

### 票房
| 上一届： 《波希米亞狂想曲》 | 2018年美國週末票房冠軍 第45週 | 下一届： 《怪獸與葛林戴華德的罪行》 |

## 外部連結
- 官方网站
- 互联网电影数据库（IMDb）上《鬼靈精》的资料（英文）
- 爛番茄上《鬼靈精》的資料（英文）
- Box Office Mojo上《鬼靈精》的資料（英文）
- Metacritic上《鬼靈精》的資料（英文）
- AllMovie上《鬼靈精》的资料（英文）
- 開眼電影網上《鬼靈精》的資料（繁體中文）
- 时光网上《鬼靈精》的資料（简体中文）
- 豆瓣电影上《鬼靈精》的資料 （简体中文）